# Donald al III-lea al Scoției
Donald al III-lea (n. 1033 – d. 1099, Angus, Regatul Scoției) cunoscut și ca Donald al III-lea cel Drept sau Donald cel Alb, a fost regele Scoției din 1093 - 1094 până în 1094 - 1097.

## Viața
A fost al doilea fiu al lui Duncan I. Activitățile lui Donald în timpul domniei fratelui său mai mare Malcolm al III-lea al Scoției nu au fost înregistrate de cronicile acelei perioade. Se pare că el nu a fost moștenitorul ales de fratele său, contrar obiceiurilor din acea vreme, Malcolm desemnându-l ca rege pe Eduard, fiul cel mare al Margaretei de Wessex. Planurile lui Malcolm au fost spulberate după ce el și Eduard au murit într-o campanie în Northumbria, în noiembrie 1093, în bătălia de la Alnwick. La scurt timp după decesul celor doi, regina Margareta a murit.
John de Fordun raportează că Donald a invadat regatul după moartea Margaretei și a asediat Edinburghul, capturându-i pe fii Margaretei. Regele Angliei, Edgar Atheling, îngrijorat pentru nepoții săi, i-a luat pe fii Margaretei și a lui Malcolm în Anglia, la curtea sa. Andrei Wyntoun susține că Donald a devenit rege și și-a alungat nepoții. Cronica anglo-saxonă înregistrează că Donald a fost ales rege și că i-a expulzat pe englezi de la curtea sa.
În luna mai 1094, nepotul lui Donald, Duncan, fiul lui Malcolm și a primei sale soții, Ingibiorg Finnsdottir, a invadat regatul în fruntea unei armate de anglo-normanzi și northumbrieni, ajutat de fratele său vitreg Edmund și de socrul său, Gospatric, Conte de Northumbria. Această invazie de succes urma să-l urce pe Duncan pe tron, însă o revoltă i-a învins și i-a obligat să se retragă. Duncan a fost ucis pe 12 noiembrie 1094 de Mael Petair. Analele Ulster spun că Duncan a fost ucis din ordinul lui Donald și a lui Edmund.
Donald a relauat puterea și probabil l-a desemnat ca moștenitor al său pe Edmund. Donald era un bărbat care se apropia de vârsta de 60 de ani, fără nici un moștenitor, ceea ce îl determină să numească unul. William de Malmesbury spune că Edmund a negociat pentru o jumătate de împărăție, sugerând că Donald i-a acordat nepotului său o porțiune pentru a guverna.
Edgar, cel mai mare fiu supraviețuitor al lui Malcolm și a Margaretei, a obținut sprijinul lui William Rufus. Soarta lui Donald nu este foarte clară. William de Malmesbury susține că el a fost ucis de viclenia lui David (mai târziu David I) și de puterea lui William Rufus. Cronica anglo-saxonă spune că Donald a fost expulzat, în timp ce Analele Tigernach susțin că acesta a fost orbit de fratele său. John de Fordun susține că Donald a fost orbit și condamnat la închisoare veșnică. Locul închisorii pare să fi fost Rescobie, în Angus. Sursele diferă cu faptul că Donald a fost îngropat la Abația Dunfermline sau la Catedrala Dunkeld, însă rămășițele sale au fost mutate mai târziu la Iona.
Donald a avut doar o fiică, Bethoc, care s-a căsătorit cu Uctred (sau Adrian) de Tyndale, Lord de Tyndale.